# Gabriel Silva (football, 2007)
Pour les articles homonymes, voir Gabriel Silva et Silva.
Serôdio da Silva est un nom portugais ; le premier nom de famille (d'usage facultatif) est Serôdio et le second est da Silva.
Gabriel Serôdio da Silva, né le 9 avril 2007 à Albufeira, est un footballeur portugais qui joue au poste d'avant-centre au Sporting CP B.

## Biographie

### Carrière en club
Né à Albufeira au Portugal, Gabriel Silva est formé par le Sporting CP, où il commence sa carrière professionnelle avec l'équipe reserve en championnat du Portugal de troisième division. Il commence à jouer avec le Sporting CP B lors de la saison 2024-25, alors qu'il s'illustre aussi en Youth League et commence même à être appelé en équipe première par Rúben Amorim,. À la fin de cet exercice, il est même évoqué comme un potentiel remplaçant de Viktor Gyökeres,.

### Carrière en sélection
Gabriel Silva est convoqué avec l'équipe du Portugal des moins de 17 ans pour participer au Championnat d'Europe des moins de 17 ans qui a lieu en mai et juin 2024. Le Portugal atteint la finale de la compétition après sa victoire face à la Serbie (2-3),,.

## Palmarès
Portugal -17 ans
- Championnat d'Europe
  - Finaliste en 2024